# توماس غور
توماس غور (بالإنجليزية: Thomas Gore)‏ هو محامي وسياسي أمريكي، ولد في 10 ديسمبر 1870 في مقاطعة وستر في الولايات المتحدة، وتوفي في 16 مارس 1949 في واشنطن العاصمة في الولايات المتحدة. حزبياً، نشط في الحزب الديمقراطي. وقد انتخب عضو مجلس الشيوخ الأمريكي (11 ديسمبر 1907 – 4 مارس 1921).